# 加納口之戰
加納口之戰（日语：／ Kanōguchinotatakai）是織田信秀（及朝倉孝景和土岐賴藝）和齋藤道三之間的合戰。別稱井之口之戰。

## 經過
9月3日（年份不詳），織田信秀在尾張國內集結兵力，並入侵美濃國，織田方到處放火。9月22日，火勢延伸至齋藤道三的居城稻葉山城的村落，織田軍迫近町口，申時（大概在下午4時），織田軍暫時撤退，在兵力分半時，突然被道三攻撃，織田方完全沒有防備下，信秀的弟弟信康和織田信長的家老青山信昌等5千人戰死。（『信長公記』）
另一方面，亦有完全不同的記載。天文13年8月15日（1544年9月2日），信秀因為憎恨道三背叛美濃守護土岐賴藝，與越前國的朝倉孝景呼應，雙方分別從南北方攻入美濃，信秀率領5千餘士兵。被夾擊的道三打算與雙方和睦，不過朝倉、織田不信任道三。天文16年8月15日（1547年9月28日），死守在大桑城的賴藝、賴純亦乘機起兵，打算支援朝倉、織田連合軍，道三搶先以1萬3千士兵強襲並攻陷大桑城。賴純戰死，賴藝則投靠朝倉而逃到一乘谷。（『美濃國諸舊記』）

## 異說

### 發生時間
『甫庵信長記』和『享祿以來年代記』把此戰記為天文16年。另一方面，『定光寺年代記』則記為天文13年。在美濃國內的立政寺，有織田寬近在天文13年9月列出的禁制（『立政寺文書』）。在連歌師谷宗牧的『東國紀行』中記載，宗牧在天文13年10月進入那古野城，並與在美濃大敗的信秀見面。『岐阜縣史』採用天文16年的説法。另一方面，『岐阜市史』採用天文13年一説。而在『加納町市』中則記載有天文13年和16年兩次，而天文16年的一次，信秀進攻到稻葉城下後，被道三擊退，失去信康和5千士兵。

### 雙方的兵力和損害
『信長公記』記載織田方的戰死者是5千人。『定光寺年代記』記載尾州眾有2千人戰死。在道三的家老長井九兵衛（秀元）送予水野十郎左衛門的書狀中記述，土岐賴純、朝倉孝景、織田信秀合共有2萬5千至2萬6千的軍勢，而齋藤方則討取了5百至6百人，敗走的織田方在木曾川溺死的士兵有2千至3千人，信秀最後逃脫時身邊只剩下6、7人。在『東國紀行』中，信秀隻身歸還。各史料所記載的共通點就是織田方大敗。『信長公記』中記載，信秀在翌月向三河國出兵。

## 戰後

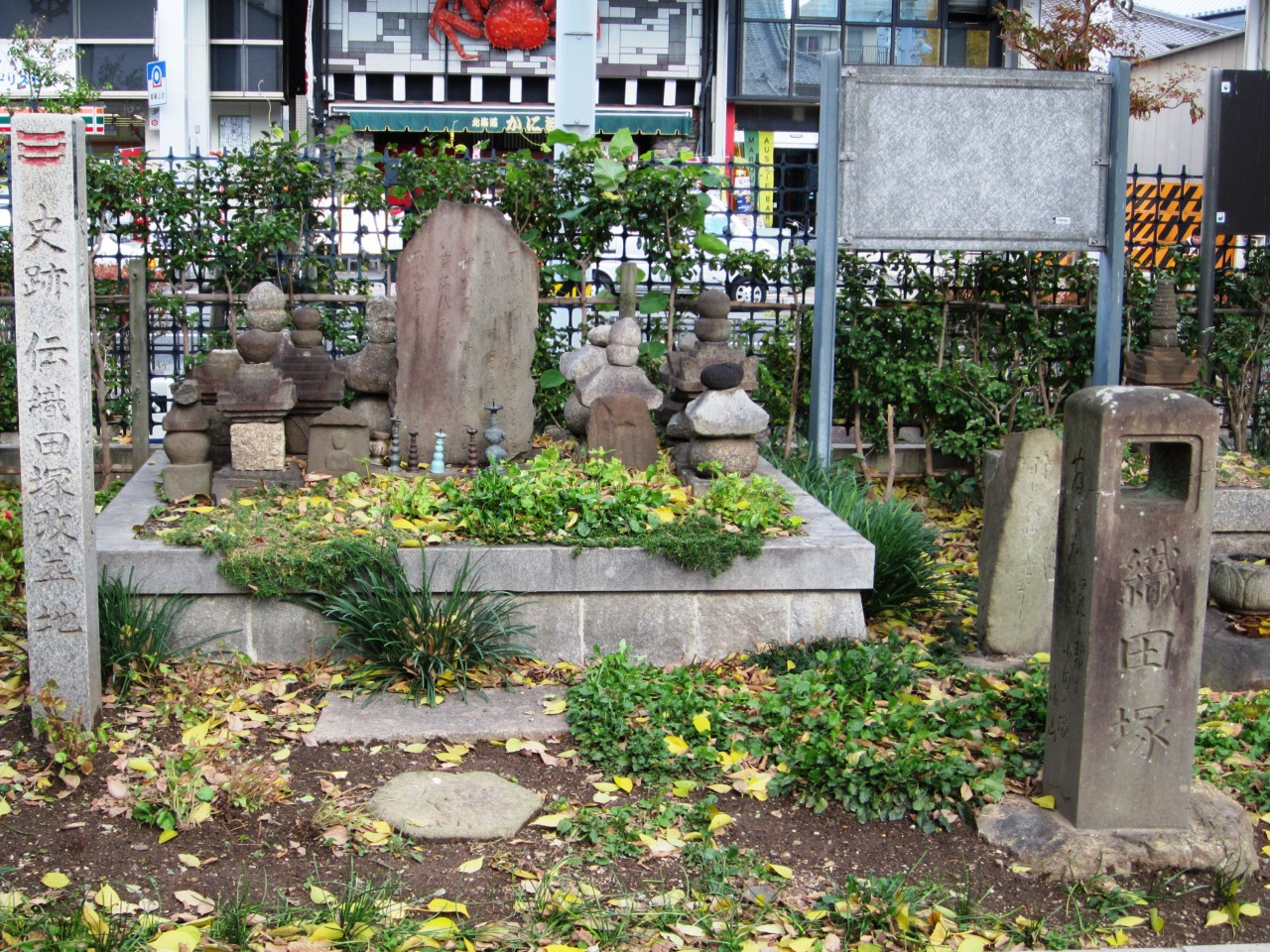
傳織田塚改葬地（岐阜縣岐阜市圓德寺境內）

在此戰中敗北的織田家，後來在平手政秀的推動下，令信秀的嫡男織田信長和道三的女兒歸蝶（濃姬）結為夫婦，雙方達成和睦。
此外，為了憑弔織田方的戰死者而建立「織田塚」，後來改葬至圓德寺，並成為岐阜市的指定史跡。

## 外部連結
- 円徳寺|岐阜市の観光スポット、季節のイベント、コンベンション支援（页面存档备份，存于）